# Eulenhof (Wüstung)
Der Eulenhof ist eine abgegangene Einzelsiedlung auf der Gemarkung von Stetten, einem Ortsteil der Gemeinde Kernen im Remstal im baden-württembergischen Rems-Murr-Kreis. Über die Wüstung ist nicht mehr viel bekannt.

## Lage
Die Hofstelle befand sich nordöstlich des Ortskerns von Stetten in einem Weinberggewann, ganz nah an der Gemarkungsgrenze zu Weinstadt-Strümpfelbach.

## Geschichte
Es ist völlig unbekannt, wann der Eulenhof entstanden ist. Jedenfalls war er 1494 noch nicht vorhanden. Wahrscheinlich gehörten die Fluren um den Eulenhof ursprünglich zu dem ebenfalls abgegangenen Gandelhof. 1558 war der Eulenhof im Besitz eines Jakob Eylen. Von diesem Seldner dürfte der Name des Höfleins abgeleitet sein. Nach dem Dreißigjährigen Krieg wurde der Eulenhof zunächst wüst und öd liegengelassen. Der Eulenhof erscheint noch gegen Ende des 17. Jahrhunderts auf Andreas Kiesers Forstlagerkarte. 1709 besaß Wolf von Stetten den Hof als Pächter. Es ist unklar, ob der Hof zu dieser Zeit noch bewohnt war. Es sollen sich noch lange Überreste von zwei Häusern und einem Brunnen erhalten haben. Letzte Reste wurden wohl durch die Rebflurbereinigung in den 1960er Jahren zerstört.